# Bäckviken

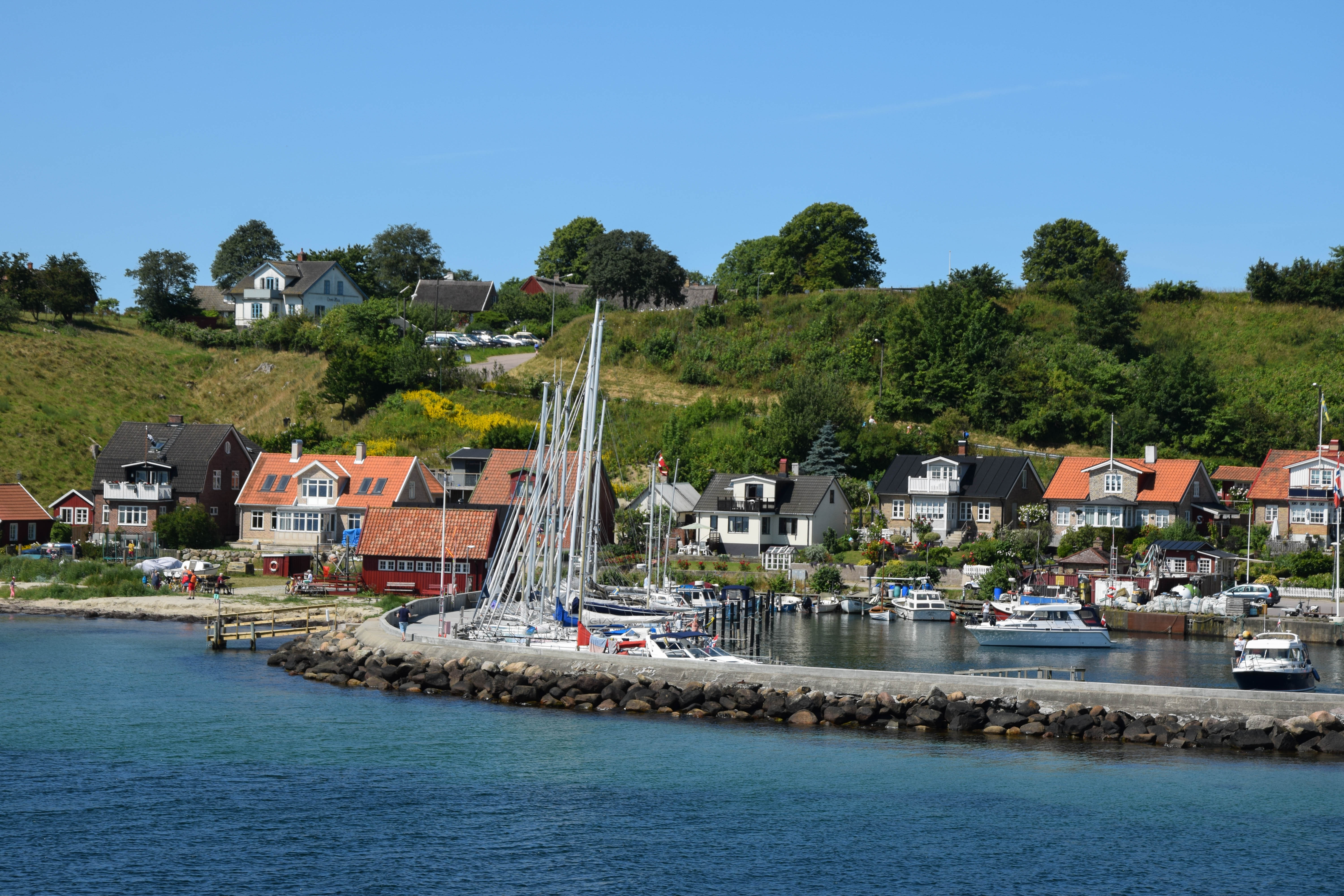
Bäckvikens hamn på Ven

Bäckviken är en fiskeby på Ven med tillhörande hamn.
Namnet härrör från att en bäck tidigare mynnat ut i en ravin här och är genom sitt läge mittemot Landskrona en naturlig angöringsplats till ön. Reguljär trafik mellan Landskrona och Bäckviken började den 13 april 1876  med ångslupen Svea, men dagliga turer kom först några decennier senare. Behovet av en bättre hamn växte i takt med den ökande trafiken och lär ha påskyndats av kung Oscar II, som vid en av sina årliga harjakter på ön, ska vid urstigningen från en båt ha halkat på den våta stenbryggan och påpekat att "en ordentlig hamnanläggning är behövlig".
Hamnen byggdes 1884–1886 och genomgick en omfattande ombyggnation 1927–1928. Senaste utbyggnaden av hamnen skedde 2011–2012. Hamnen är utgångspunkt för båttrafiken mellan Landskrona och Ven året runt genom Ventrafiken med bil- och personfärjetrafik. Under sommarmånaderna finns även persontrafik med båt till Råå som drivs av Rååbåtarna samt dagsturer med båten M/S Jeppe från Havnegade vid Nyhavn i Köpenhamn genom rederiet Spar Shipping och som senare togs över av Sundsbussarna med samma båt. Det förekommer även färjetrafik från Helsingör, Helsingborg och Malmö under högsäsong.  Under vissa perioder har det tidigare förekommit trafik till öns två andra hamnar Kyrkbacken och Norreborg men Bäckviken är annars hamnen man anländer till ön med via färja.